# Бефані Неоніла Феофанівна
Бефані Неоніла Феофанівна - (15.02.1924 – 2010)   - український гідролог, доктор географічних наук, професор.

## Біографія
Бефані Неоніла Феофанівна народилася в  с.Чайчиці,  Мінської області у Білорусії  в селянській сім’ї.
Середню школу закінчила в Архангельську в 1942 р.
Вищу освіту здобула в Одеському гідрометеорологічному інституті (ОГМІ). У 1947 закінчила Одеський гідрометеорологічний інститут. Там же вступила до аспірантури.  Водночас працювала  асистентом  на кафедрі гідрології.
1950 р. перейшла працювати в Одеський державний університет (ОДУ) на кафедру гідрології і метеорології. 
1953 р. захистила кандидатську дисертацію. Працювала  на посаді  доцента  кафедри  метеорології та гідрології
географічного факультету  Одеського державного університету.
1958 р. стала доцентом кафедри гідрології в Одеському гідрометеорологічному інституті (ОГМІ).
1973 р. захистила докторську  дисертацію  “Дослідження дощового  стоку  гірських  річок і територіально загальні 
методи його попереднього обчислення”.
1976 р. - професор, представник  одеської гідрологічної наукової школи за  напряком дослідницької роботи - 
моделювання і прогнозування стоку річок різних регіонів країни. 

## Праці
Має понад 60 наукових праць.  Під керівництвом  Н.Ф.Бефані  підготовлено 8  кандидатських дисертацій. 
- "Формування дощової повені на основі  загальних теоретичних  залежностей".

НАГОРОДИ
Нагороджена знаком “За відмінні успіхи в роботі”